# Jerzy Kopański
Jerzy Kopański est un lutteur polonais né le 8 avril 1957.

## Palmarès

### Championnats du monde
- Médaille de bronze en 1987 à Clermont-Ferrand (France).

### Championnats d'Europe
- Médaille d'argent en 1987.
- Médaille d'argent en 1983.